# 霍登哈根
霍登哈根是德国下萨克森州的一个市镇。总面积20.14平方公里，总人口3151人，其中男性1588人，女性1563人（2011年12月31日），人口密度156人/平方公里。